# مبسون (آلاباما)
مبسون (به انگلیسی: Mabson) یک منطقهٔ مسکونی در ایالات متحده آمریکا است که در شهرستان داله، آلاباما واقع شده‌است. مبسون ۸۴٫۱۳ متر بالاتر از سطح دریا قرار دارد.